# Ray Warren
Ray Warren (Bristol, 23 juni 1918 - Bristol, 13 maart 1988) is een voormalig Engels voetballer die gedurende zijn gehele carrière uitkwam voor de Engelse voetbalclub Bristol Rovers FC. 
In het seizoen 1952/1953 won Warren met Bristol Rovers de Football League Third Division South.